# Carsten Köhrbrück
Carsten Uwe Köhrbrück (ur. 26 czerwca 1967 w Berlinie Zachodnim) – niemiecki lekkoatleta (płotkarz i sprinter) startujący do 1990 w barwach RFN, wicemistrz Europy z 1990.

## Kariera sportowa
Zdobył brązowy medal w biegu na 400 metrów przez płotki na mistrzostwach Europy juniorów w 1985 w Chociebużu. Zajął w tej konkurencji 4. miejsce na mistrzostwach świata juniorów w 1986 w Atenach.
Odpadł w półfinale biegu na 400 metrów na halowych mistrzostwach Europy w 1990 w Glasgow.
Zdobył srebrny medal w sztafecie 4 × 400 metrów na mistrzostwach Europy w 1990 w Splicie (sztafeta RFN biegła w składzie: Klaus Just, Edgar Itt,  Köhrbrück i Norbert Dobeleit), a w biegu na 400 metrów przez płotki zajął 6. miejsce.
Reprezentując zjednoczone Niemcy odpadł w eliminacjach biegu na 400 metrów przez płotki na mistrzostwach świata w 1991 w Tokio. Na igrzyskach olimpijskich w 1992 w Barcelonie odpadł w półfinale tej konkurencji.
Köhrbrück był mistrzem RFN w biegu na 400 metrów przez płotki w 1990, wicemistrzem Niemiec w 1992 oraz brązowym medalistą w 1989 i 1991. Był również halowym mistrzem RFN w biegu na 400 metrów w 1989 i 1990.
Rekordy życiowe Köhrbrücka:
| Konkurencja                     | Data i miejsce               | Wynik |
| ------------------------------- | ---------------------------- | ----- |
| bieg na 400 metrów              | 6 lipca 1990, Wattenscheid   | 46,43 |
| bieg na 400 metrów przez płotki | 12 sierpnia 1990, Düsseldorf | 48,89 |